# Pelurga zonata
Pelurga zonata là một loài bướm đêm trong họ Geometridae.